# Reserva índia Manzanita
La reserva índia Manzanita és una reserva índia que constitueix la llar de la Banda Manzanita d'Indis de Missió Diegueño de la Reserva Manzanita una tribu reconeguda federalment de kumeyaays del comtat de San Diego a Califòrnia, coneguts a vegades com a indis de missió.

## Reserva
La reserva Manzanita (32° 45′ 17″ N, 116° 20′ 46″ O / 32.75472°N,116.34611°O) és una reserva índia federal situada a l'est del comtat de San Diego, Califòrnia, vora Boulevard, a 16 km al nord de la frontera EUA-Mèxic. La reserva té una superfície de 3.579 acres o 14,48 km² amb una població de 69 persones. Fou establida en 1893. En 1973, 6 dels 69 membres registrats vivien a la reserva. La reserva es troba adjacent a la reserva índia Campo i la reserva índia La Posta. Les comunitats més propera fora de la reserva són Boulevard i Campo.

## Govern
La banda Manzanita té la seu a Boulevard. Són governats per un consell tribal elegit democràticament. Leroy J. Elliott és l'actual cap tribal.